# Abdul Wahid Aziz
Abdul Wahid Aziz (arab. عبد الواحد عزيز, ur. w 1931 w Basrze, zm. 19 lipca 1982 w Bagdadzie) – iracki sztangista, brązowy medalista igrzysk olimpijskich i mistrzostw świata.

## Kariera
Pierwszy sukces w karierze osiągnął w 1959 roku, kiedy podczas mistrzostw świata w Warszawie zdobył brązowy medal w wadze lekkiej. W zawodach tych wyprzedzili go jedynie dwaj reprezentanci ZSRR: Wiktor Buszujew i Akop Faradżian. Na rozgrywanych rok później igrzyskach olimpijskich w Rzymie także zdobył brązowy medal w tej samej kategorii. Tym razem lepsi byli jedynie Buszujew i Tan Howe Liang z Singapuru. Był to pierwszy w historii medal olimpijski wywalczony przez reprezentanta Iraku. Do chwili obecnej (2018) jest to także jedyny medal olimpijski dla reprezentacji Iraku.